# 许利民
许利民（1966年5月1日—），辽宁抚顺人，中国篮球教练，中国国家女子篮球队教练，他执教了2017年FIBA女子亚洲杯中国代表队。妻子是女子篮球运动员何军。2024年5月27日，许利民出任北京鸭篮球俱乐部主教练。